# Arthroleptides
Az Arthroleptides a kétéltűek (Amphibia) osztályába, a békák (Anura) rendjébe és a Petropedetidae családba tartozó nem.

## Elterjedése
A nembe tartozó fajok Kelet-Afrika (Tanzánia, Kenya és valószínűleg Uganda) hegyes vidékein honosak.

## Rendszerezésük
Az Arthroleptides nembe tartozó fajokat korábban a Petropedetes nembe sorolták. A nembe az alábbi fajok tartoznak:
- Arthroleptides dutoiti Loveridge, 1935
- Arthroleptides martiensseni Nieden, 1911
- Arthroleptides yakusini Channing, Moyer & Howell, 2002